# 弗來明·戴夫斯
弗來明·戴夫斯（丹麥語：Flemming Delfs，1951年9月7日—），已退休丹麥男子羽毛球運動員。弗來明·戴夫斯的黃金時代為1970年代初期至1980年代初期，曾多次於丹麥全國羽毛球錦標賽贏得男單及男雙冠軍，並在1977年贏得歷史悠久的全英羽毛球公開賽及首屆世界羽毛球錦標賽男單冠軍。

## 經歷
戴夫斯球員生涯的最高成就，是1977年在瑞典馬爾默贏得首屆世界錦標賽男子單打冠軍:109。在1976/1977年賽季，他幾乎贏得所有重要賽事，包括最有名望的全英公開賽:149。
他曾連續3屆贏得歐洲錦標賽男子單打冠軍（1976、1978、1980）:115。在球員生涯當中，他代表丹麥隊參加1972年至1982年共4屆的湯姆斯盃男子國際團體賽，並曾兩度（1973、1979）晉級決賽，但皆輸給印尼而屈居亞軍:125-128。
戴夫斯身材高大、姿勢優雅，而且反手拍力量強。在他的全盛時期，是個令人印象深刻的球員，但在濕熱的遠東地區比賽時往往無法稱心如意:149。
由於在1977年世界錦標賽獲得第一個官方承認的世界冠軍，使戴夫斯得以和當時的世界一流高手，如史溫·普利、錢谷欽治、林水鏡平起平坐。而其號稱當世最佳的反手拍能力居功甚偉。

## 外部連結
- . Danmarks Badminton Forbund.   [2006-05-16]. （原始内容存档于2005-02-15）.
- . Badminton.dk. （原始内容存档于2008-10-11）.
- . BadmintonDenmark.com. （原始内容存档于2015年1月10日）.